# Hội Địa lý Quốc gia Hoa Kỳ (tạp chí)
Tạp chí Hội Địa lý Quốc gia Hoa Kỳ (hay còn gọi là  NAT GEO) là tờ tạp chí chính thức của Hội Địa lý Quốc gia Hoa Kỳ, ra mắt lần đầu năm 1888, chín tháng sau khi hội thành lập.
Tính đến năm 2015, tạp chí đã được lưu hành trên toàn thế giới với gần 40 phiên bản ngôn ngữ khác nhau.